# Hyde Park (Londen)

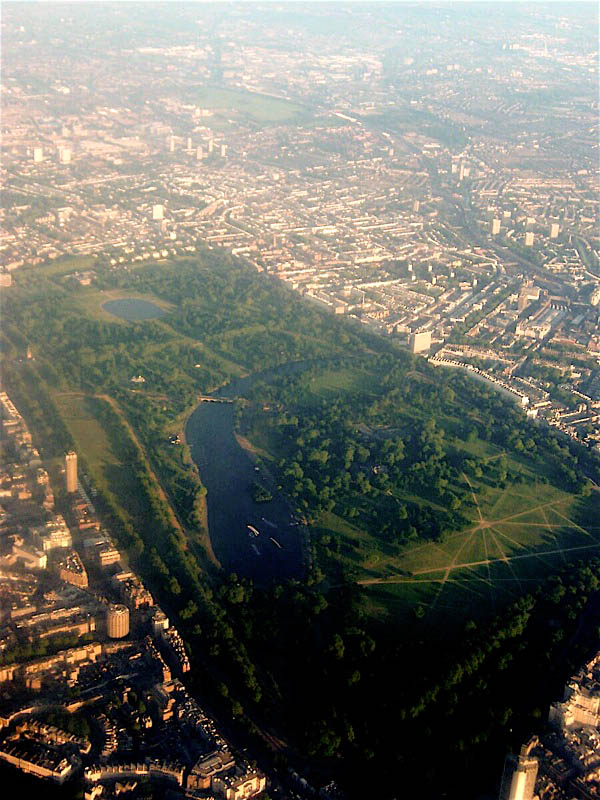
Hyde Park vanuit de lucht

Hyde Park is een park in Londen dat Hendrik VIII zich in 1536 heeft toegeëigend als jachtgebied. Voor 1536 was het bezit van Westminster Abbey. Het is een van de Royal Parks of London, en is eigendom van de Britse koninklijke familie.
Het park is genoemd naar Anna Hyde. Het heeft een rechthoekige vorm en is 140 hectare groot. Het wordt omringd door het ruiterpad Rotten Row. In het midden ligt het Serpentine Lake, een langwerpig meertje waar in de zomer roeiboten, kleine zeilbootjes en soms zwemmers te vinden zijn. Het meer loopt door tot aan de aangrenzende Kensington Gardens. Ten zuiden hiervan ligt de herdenkingsfontein voor Prinses Diana, een fontein in de vorm van een ovale ring van steen, die op 6 juli 2004 werd geopend. Er zijn nog diverse andere gedenktekens te vinden, het Holocaust Memorial, de Hudson Memorial en het gedenkteken voor de deelname van dieren in de oorlog. Op een afgelegen plaats bevindt zich een kleine dierenbegraafplaats, Hyde Park pet cemetry, waar tussen 1881 en 1903 zo'n driehonderd honden, katten, apen en vogels te ruste werden gelegd. De eerste was de op 28 april 1881 door ouderdom gestorven Malteser terrier Cherry van de familie Barned, even later gevolgd door Prince, de Yorkshire terrier van de hertog van Cambridge, die onder een koets was gekomen.
Voor de kinderen zijn er speelvelden; de Serpentine Road wordt gebruikt door skaters.
Regelmatig vinden er popconcerten, sportevenementen en culturele manifestaties plaats, bijvoorbeeld Live 8 2005 en het buitengedeelte van de Last Night of the Proms. Tussen 1968 en 1976 vonden er telkens in de zomermaanden gratis optredens plaats van bekende en van debuterende popgroepen, de zogenaamde Hyde Park Free Concerts-serie.
De Speakers' Corner bevindt zich op de hoek aan de oostzijde van het park, nabij Marble Arch. Hier vinden elke zondag zeepkisttoespraken plaats. Iedereen die iets te verkondigen heeft gaat op een zeepkist staan en geeft zijn mening over allerlei serieuze en minder serieuze onderwerpen zoals Europa, voetbal, de jacht, politiek, religie etc.
Op initiatief van prins Albert werd in 1851 in Hyde Park de eerste Wereldtentoonstelling gehouden. Joseph Paxton bouwde Crystal Palace, een gebouw van staal en glas.
In 1854 werd op drie eilandjes nabij het afgebroken Crystal Palace een aantal door de beeldhouwer Benjamin Waterhouse Hawkins vervaardigde replica's van dinosauriërs neergezet. Deze permanente expositie duurt nog voort, al zijn enkele dieren ingestort en moeten anderen dringend worden gerestaureerd.
In 2012 vond er het onderdeel triatlon plaats voor de Olympische Zomerspelen.
In de maanden rond de jaarwisseling vindt in het park het evenement Hyde Park Winter Wonderland plaats, een grote Kerstmarkt met veel shows, attracties en een schaatsbaan.